# Sangirdwergijsvogel
De sangirdwergijsvogel (Ceyx sangirensis) is een mogelijk uitgestorven vogel uit de familie Alcedinidae (ijsvogels). De vogel werd in 1898 door Adolf Bernhard Meyer en Lionel William Wiglesworth als Ceycopsis sangirensis beschreven.

## Verspreiding en leefgebied
Deze soort is of was endemisch op de Sangihe-eilanden, noordoostelijk van Sulawesi. 

## Status
Deze vogel is alleen bekend van het beschreven specimen. Latere zoektochten hebben niets opgeleverd. Mogelijk is deze soort dus uitgestorven maar misschien is er toch nog ergens een kleine restpopulatie aanwezig is. De populatieomvang is daarom gesteld op 1-250 vogels en op de Rode lijst van de IUCN heeft deze soort de status kritiek.